# Prasinocyma rhodocycla
Prasinocyma rhodocycla là một loài bướm đêm trong họ Geometridae.